# Международные отношения Андорры
Андорра с 1278 года является ассоциированным с Испанией и Францией государством. На этих странах лежит ответственность за защиту Андорры. Андорра является одним из немногих государств, в котором отсутствуют вооружённые силы.
Двойное подчинение епископу Урхельскому в Испании и графу Фуа, а в дальнейшем — королям и президентам Франции позволяло стране постоянно лавировать и сохранять независимость (так, в период Великой Французской революции Париж отказался от феодальных прав на Андорру. Из-за нежелания впасть в подчинение Испании андоррцы просили Наполеона снова принять страну под свой сюзеренитет).
После принятия Конституции и освобождения от реликтов феодализма в 1993 году страна вступила в ООН и открыла ряд посольств и представительств за границей.
Основная цель внешней политики Андорры — обеспечение экономических интересов страны (в первую очередь, пропаганда туризма), недопущение её поглощения соседями.
Андорра не является членом ЕС, благодаря чему пользуется славой «налогового убежища». Более того, Андорра формально не входит ни в Шенгенское соглашение, ни в зону евро; и то и другое применяются де-факто, а на границах с Францией и Испанией существует таможенный контроль. Министр иностранных дел Гилберт Сабоя Сунье заявил в 2016 году, что Андорра не желает становиться членом ЕС, потому что в этом «нет необходимости».
8 июня 2011 года Андорра признала независимость Республики Косово. 14 сентября 2011 года страны установили дипломатические отношения.
Посол России в Мадриде одновременно аккредитован в Андорре.